# Ibidionidum jelineki
Ibidionidum jelineki är en skalbaggsart som beskrevs av Holzschuh 1991. Ibidionidum jelineki ingår i släktet Ibidionidum och familjen långhorningar. Inga underarter finns listade i Catalogue of Life.